# Бараково (Оренбургская область)
Бараково — село в Шарлыкском районе Оренбургской области в составе Титовского сельсовета. 

## География
Находится на расстоянии примерно 10 километров на юго-запад по прямой от районного центра села Шарлык.

## История
Основано в 1826 году переселенцами из Рязанской губернии. Название дано от названия малой родины части переселенцев Новое Бараково Скопинского уезда.

## Население
Население составляло 153 человек в 2002 году (русские 87 %),  83 по переписи 2010 года.